# 聖アウグスティヌスの幻視
『聖アウグスティヌスの幻視』（せいアウグスティヌスのげんし、露: Видение блаженного Августина、英: Vision of St Augustine）は、イタリア・初期ルネサンスの画家フィリッポ・リッピが1452-1465年ごろ、板上にテンペラで制作した絵画である。かつて、この絵画は、特定化されていない複数のパネルからなる祭壇画のプレデッラ (裾絵)であった。ボリシェヴィキに没収される以前、この作品はエヴゲニヤ・マクシミリアノヴナ・ロマノフスカヤ (1845-1925年) のコレクションにあった。現在、サンクトペテルブルクのエルミタージュ美術館に所蔵されている。

## 作品
主題は図像学的に稀なもので、フィリッポ・リッピはおそらくこの主題を取り上げた最初の画家であった。逸話によれば、聖アウグスティヌスが「三位一体」の教義を理解しようとして海辺を歩いていると、柄杓で穴の中に海の水を汲もうとしている小さな子供 (イエス・キリスト) を見た。聖人がなぜそんなことをするのかと問うと、子供は、人間の精神が神聖な自然の神秘、すなわち「三位一体」を理解しようとするのは、柄杓で海のすべての水を汲もうとするのと同じくらい無意味で無駄なことであると答えた後、消える。聖アウグスティヌスは自分の試みの無意味さを悟ったという。
リッピによって描かれている場面は、15世紀独特の書き割り風の人工的な風景表現が非常に興味深い。それは荒涼として、線遠近法の規則に従ったトスカーナ地方の風景であり、遠景左側の町には城塞と塔が見出せる。聖アウグスティヌスの神の国を表しているのかもしれない。海の代わりに、リッピは右側に川を表しており、川べりには青い服を着た子供がいる。聖アウグスティヌスのほうは司教服を纏っている。右側の高いところにある太陽は、「三位一体」を象徴するため3つの顔を持っている。